# Primera guerra sagrada
La primera guerra sagrada (595 a. C.-585 a C.) se libró entre la Liga Anfictiónica de Delfos y la ciudad de Cirra. El conflicto surgió debido a los frecuentes robos y maltrato de los peregrinos que viajaban a Delfos por parte de los cirrenses, aparte de sus incursiones en tierras délficas. La guerra terminó con la derrota y destrucción de Cirra. La guerra se caracterizó por el uso de armas químicas durante el asedio de Cirra, como por ejemplo elébora, que se utilizó para envenenar los suministros de agua de la ciudad.

## Motivos de la guerra

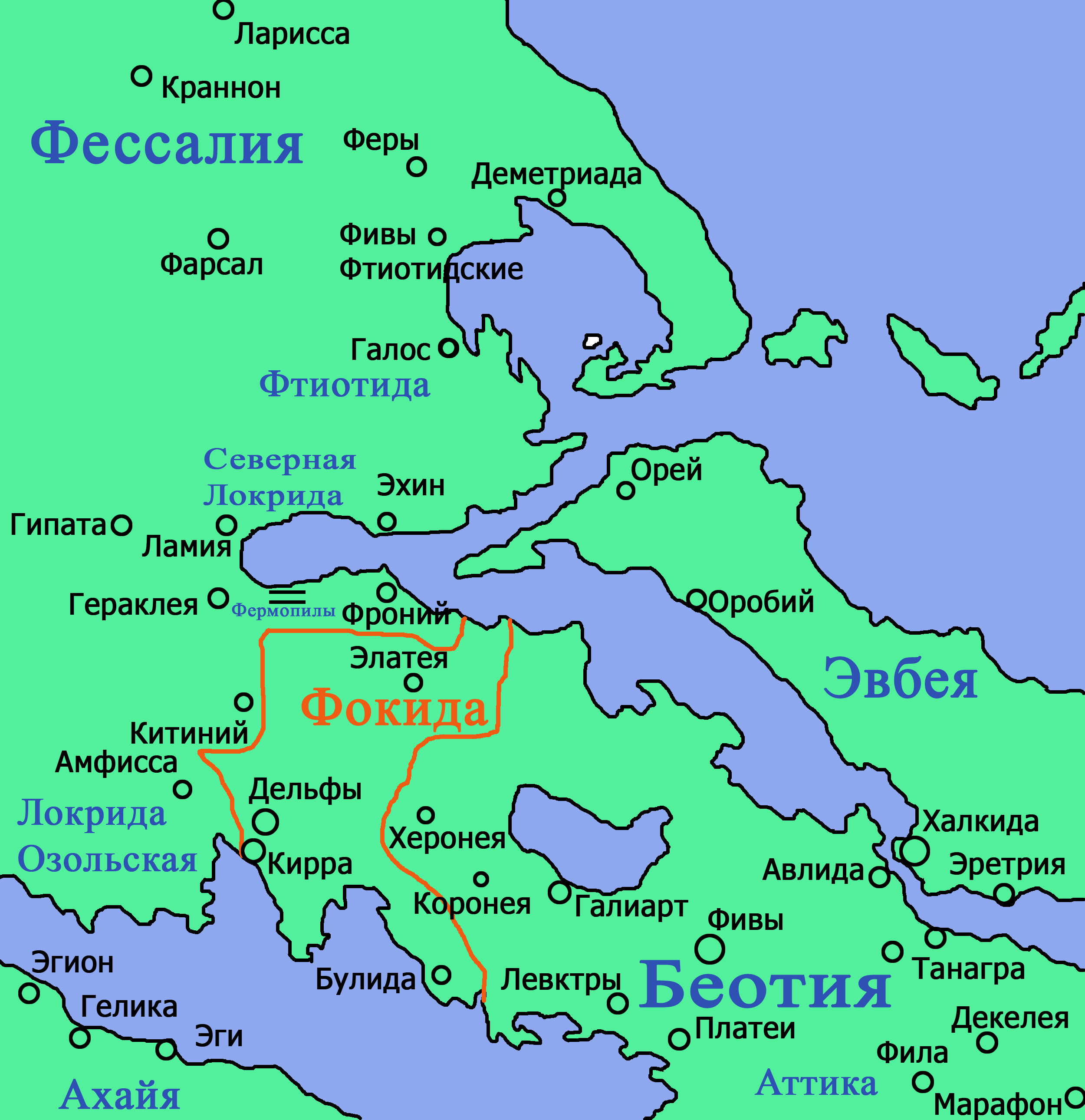
Mapa del escenario donde transcurrió la guerra.

En la Antigua Grecia, Cirra era una gran ciudad fortificada que controlaba el acceso a Delfos desde el golfo de Corinto. Cirra utilizó la ventaja de su ubicación para robar y maltratar a los peregrinos que se dirigían al oráculo de Delfos, cobrarles impuestos y lanzar incursiones en tierra délfica, tierra que estaba consagrada a Apolo. Este comportamiento llevó a muchas otras ciudades griegas a formar la Liga Anfictiónica, una alianza militar dedicada a la protección de Delfos formada alrededor de VII a. C.600 a. C.]] La Liga consultó el oráculo buscando el asesoramiento sobre el asunto de Cirra, y la respuesta fue una llamada a la guerra total. Los miembros de la Liga juraron entonces arrasar Cirra y causar estragos en las zonas circundantes. A ello se le añadió una maldición en el nombre de Apolo: la tierra no produciría ningún cultivo, los hijos de sus mujeres y su ganado sería deforme, y todo el grupo étnico que habitaba la ciudad sería erradicado.

## Sitio de Cirra
El líder de la ofensiva fue el tirano Clístenes de Sición, que utilizó su poderosa marina para bloquear el puerto de la ciudad antes de que el ejército de sus aliados anfictiónicos asediasen Cirra. Lo ocurrido posteriormente es cuestión de debate. Lo primero, y por lo tanto probablemente más fiable, es lo que cuenta el escritor y médico Tésalo. Él escribió, en el siglo V a. C., que los atacantes descubrieron la tubería de agua principal de la ciudad después de que fuese dañada por una pezuña de caballo. Un asclepio llamado Nebros aconsejó a los aliados que envenenasen el agua con elébora. El elébora pronto provocó diarrea a los defensores, lo que los debilitó tanto que no pudieron seguir resistiendo el asalto. Cirra fue tomada y toda la población sacrificada. Nebros era un antepasado de Hipócrates, por lo que esta historia hace preguntarse a muchos si tal vez no fue el uso del veneno por su antepasado lo que llevó a Hipócrates a establecer el juramento hipocrático.
Los historiadores tardíos tienen relatos diferentes. Según Frontino, que escribió en el Siglo I d. C., después de descubrir la tubería, los aliados la cortaron, dando lugar a una gran sed dentro de la ciudad. Después de un tiempo, restablecieron la tubería, permitiendo que el agua fluyese a la ciudad. Los desesperados cirrenses comenzaron a beber el agua de inmediato, desconociendo que Clístenes la había envenenado con elébora. Según Polieno, un escritor del Siglo II d. C., después de que la tubería fuese descubierta, los atacantes añadieron al agua el elébora durante la primavera, sin llegar a privar a los cirrenses de agua. Polieno también da crédito a la estrategia no de Clístenes, sino del general Euríloco, del que dice que aconsejó a sus aliados reunir una gran cantidad de elébora de Anticira, donde era abundante. Las dos historias de Frontino y Polieno tienen el mismo resultado que la historia de Tesalo: la caída de Cirra.
El último gran historiador que avanzar en un nuevo relato del asedio fue Pausanias, activo en el siglo II d. C. Según su versión de los hechos, Solón de Atenas desvió el curso del río Pleistos a fin de que no llegara a Cirra. Solón tenía la esperanza de derrotar así a los cirrenses por sed, pero el enemigo fue capaz de conseguir agua de sus pozos y del agua de lluvia. Solón añadió una gran cantidad de elébora al agua del Pleistos y lo dejó fluir a Cirra. El envenenamiento entonces permitió a los aliados destruir la ciudad.